# 備中手延べ麺
備中手延麺（びっちゅうてのべめん）とは、岡山県浅口市鴨方町（旧備中国）およびその周辺部で手延べ方式で生産される麺の事である。主にうどん・そうめん・ひやむぎが有名。
また「かも川」の商標も有名である。

## 歴史
古書に吉備国に「麦切」というものがあり、朝廷に特産品として献上したという記録があり、少なくとも9世紀頃には吉備地方でうどんやそうめんの原型のようなものが作られていた。
岡山・香川・兵庫（播磨）は古くから小麦の産地で、後に「三県物」とも呼ばれるようにまでなった。温暖・少雨という気候風土が良質な小麦栽培及び製麺業に適していたといわれる。さらには良質な塩が瀬戸内地区で生産されていたことも製麺業が発達した要素であるといわれる。
江戸時代後期になると、浅口郡口林村（現里庄町）の原田敬助という人物が、播州よりそうめん職人を招聘し、小坂東村（現在の浅口市鴨方町小坂東）の杉谷川に水車を建設し製麺業を始めた。これが現在の備中手延麺の始まりであり、そうめんとともにひやむぎやうどんも製造された。浅口市北部にそびえる遙照山などから流れる鴨川などの清流の水が製麺業に適していたとされる。

## 特長
- 備中手延べ麺の代表格としてうどん・そうめん・ひやむぎが挙げられる。特に「備中うどん」・「備中そうめん」はブランドとして地元に定着しており、人気である。
- 上記の他、そば・中華麺（ラーメン・冷やし中華・焼きそば）・ちゃんぽんなども製造されている。
- うどん・そうめん・ひやむぎともに、全て工場・製麺所で手延べ方式される。
- 手延べの機械と一部工程に手作業で延ばし乾燥して作られる。しかし現在でも全工程手作業を貫く製麺所もある。このためうどん屋などの店頭での製造はできない。
- 手延うどんの生産額は全国1位。手延そうめんの生産額は全国5位。
- 一般家庭では今も備中手延うどんや備中そうめんがよく食べられており、多くが乾麺で流通しているためストックを常備している家庭も多い。
- 岡山県内（特に中南部から西南部）では御中元や御歳暮などの贈答品の定番の一つとして定着している。うどん・そうめん・ひやむぎなど他の備中手延麺と組み合わせて贈ったりもする。

## 流通
- 大半は乾麺である（少数だが半生麺も売られている）。袋入りおよび、箱入りで販売されている。スーパーや土産物店等の小売店で売られており、岡山県内の店ならば大体の店で扱っている。
- また、インターネット等の通信販売や製麺所での直売を行っているところもある。（参考：)
- 備中うどん・備中そうめんに関しては、県内（特に中南部から西南部）のスーパーではどの店も必ずある程度の品数を揃えており、夏場・冬場の売れ筋商品となっている。

## 備中うどん
備中うどんは、備中かもがたうどん（備中鴨方うどん）・かもがたうどん（鴨方うどん）・かも川うどんなどとも呼ばれる備中手延べ麺のうどんである。
「備中うどん」は、うどんの食べ方・調理法の事を指しているのではなく、麺そのものの事を指しており、食べ方や調理法は様々なものにできる。

### 特長
- 讃岐うどんなどの手打ちうどんに比べると麺は細目で、やや平たい[1]。
- 食感は軟質で弾力がありややモチモチとしている。同時に適度なコシを保ちつつ喉越しの良さを持っている。
- 備中うどんは製造に長時間必要（乾麺で約36時間）なことと、特殊な製造装置、広めの製造面積を必要とし、飲食店での自家製造ができないため岡山県内の多くのうどん店では備中うどんがほとんど使用されておらず、讃岐風やオリジナルの手打ち麺が使用されている事が多い。（全国チェーン店の味の民芸で使用されている程度）しかし、歴史の長い備中うどんの食文化は末端まで浸透しており、讃岐うどんに比べると備中うどんの柔らかさを好む傾向があり一般家庭では今も備中手延うどんがよく食べられている。県内（特に中南部から西南部）のスーパーではどの店も必ずある程度の品数を揃えている[要出典]。

### 讃岐の男うどん、備中の女うどん
備中うどんは、前項の様な特徴があるのに対し、瀬戸内海対岸でうどんの名産地の代表格である讃岐うどんは、麺が太めで硬質な弾力を持つ力強いコシが特長である事から、両者を比較して讃岐の男うどん、備中の女うどんという言葉も生まれたという。

## 備中そうめん
備中そうめんは、備中鴨方そうめん・鴨方そうめん・かも川そうめんなどとも呼ばれる備中手延べ麺のそうめんである。

## かも川
かも川は備中手延べ麺の代表的な商標である。現在、浅口市鴨方町小坂東のかも川手延素麺株式会社と浅口郡里庄町の岡山手延素麺株式会社の2社から発売されている。
かも川そうめんのコマーシャルは2社合同で、コマーシャルの最後に映る包装袋入りのそうめんの画像はかも川手延素麺製の製品と岡山手延素麺製の製品の2種類が並んで表示される。コマーシャルは2種類あり、法被を着た男児が出演しているハイビジョン制作のものと、アナログ放送の頃から放送している擬人化した１把のそうめんが複数集まって音楽バンドをやっているアニメーションのものがある。
かつて、株式会社かも川という企業も存在していたが商標を巡り訴訟に発展した（その後かも川が桃太郎かもがたに社名を変更（後に自主廃業）したことで和解が成立した）。岡山手延素麺とかも川以外に同音の鴨川素麺製作所も存在する。

## 松乃雪
備中地域で120年余りの歴史を持つ商標である。かも川より歴史が古く、播州そうめん「揖保乃糸」や小豆島そうめん「島の光」同様、組合のブランドだったがかも川手延素麺株式会社の「かも川」ブランドに後塵を拝している。
なお、かも川手延素麺からも「極寒製 松乃雪」という商品が販売されている。

## そうめんの三県物
- 播州（揖保乃糸など）・小豆島(島の光など)とともに、そうめんの「三県物」と呼ばれた。